# Protonymphidia senta
Protonymphidia senta is een vlindersoort uit de familie van de prachtvlinders (Riodinidae), onderfamilie Riodininae.
Protonymphidia senta werd in 1853 beschreven door Hewitson.